# Szwedzka Formuła 3 Sezon 1991
Szwedzka Formuła 3 w sezonie 1991 – dwudziesty ósmy sezon Szwedzkiej Formuły 3.
Sezon składał się z sześciu eliminacji. Mistrzem został Niclas Jönsson, ścigający się Reynardem 913.

## Kalendarz wyścigów
| Runda | Data       | Tor        | Pole position  | Najszybsze okrążenie | Zwycięzca (kierowcy) | Zwycięzca (zespoły)  |
| ----- | ---------- | ---------- | -------------- | -------------------- | -------------------- | -------------------- |
| 1     | 12 maja    | Linköping  | Niclas Jönsson | Niclas Jönsson       | Niclas Jönsson       | Team Itchi Ban       |
| 2     | 26 maja    | Kågeröd    | Linus Lundberg | Linus Lundberg       | Niclas Jönsson       | Team Itchi Ban       |
| 3     | 9 czerwca  | Anderstorp | Linus Lundberg | Linus Lundberg       | Linus Lundberg       | Picko Troberg Racing |
| 4     | 14 lipca   | Falkenberg | Niclas Jönsson | Niclas Jönsson       | Linus Lundberg       | Picko Troberg Racing |
| 5     | 27 lipca   | Götene     | Niclas Jönsson | Linus Lundberg       | Niclas Jönsson       | Team Itchi Ban       |
| 6     | 4 sierpnia | Kågeröd    | Niclas Jönsson | Linus Lundberg       | Niclas Jönsson       | Team Itchi Ban       |

## Klasyfikacja kierowców
| Legenda oznaczeń w tabelach wyników Wyświetl szablon na nowej stronie | Legenda oznaczeń w tabelach wyników Wyświetl szablon na nowej stronie                                                                     |
| Oznaczenie                                                            | Wyjaśnienie |
| --------------------------------------------------------------------- | --- |
| Złoty                                                                 | Zwycięzca lub mistrzostwo |
| Srebrny                                                               | 2. miejsce lub wicemistrzostwo |
| Brązowy                                                               | 3. miejsce lub II wicemistrzostwo |
| Zielony                                                               | Ukończył, punktował (w klasyfikacji generalnej, gdy zdobył co najmniej jeden punkt na przestrzeni sezonu, poza trzema powyższymi opcjami) |
| Niebieski                                                             | Ukończył, nie punktował (w klasyfikacji generalnej, gdy nie zdobył co najmniej jednego punktu na przestrzeni sezonu)                      |
| Czerwony                                                              | Nie zakwalifikował się (NZ) |
| Czerwony                                                              | Nie prekwalifikował się (NPK) |
| Różowy                                                                | Nie ukończył (NU) |
| Różowy                                                                | Niesklasyfikowany (NS) (w klasyfikacji generalnej, gdy nie został sklasyfikowany w żadnym wyścigu sezonu)                                 |
| Czarny                                                                | Zdyskwalifikowany (DK) |
| Czarny                                                                | Wykluczony (WYK/EX) |
| Biały                                                                 | Nie wystartował (NW) |
| Biały                                                                 | Kontuzjowany (K/INJ) |
| Biały                                                                 | Wyścig odwołany (OD/C) |
| Bez koloru                                                            | Został wycofany (WYC/WD) |
| Bez koloru                                                            | Nie przybył (NP/DNA) |
| Bez koloru                                                            | Nie brał udziału w treningach (NT/DNP) |
| Bez koloru                                                            | Nie został zgłoszony (–) |
| Pogrubienie                                                           | Start z pole position |
| Kursywa                                                               | Najszybsze okrążenie wyścigu |
| †                                                                     | Nie ukończył, ale jego rezultat został zaliczony ze względu na przejechanie więcej niż 90% dystansu wyścigu.                              |
| *                                                                     | Sezon w trakcie |
| 1/2/3                                                                 | Punktowana pozycja w sprincie kwalifikacyjnym                                                                                             |
| Lista systemów punktacji Formuły 1                                    | |

| Poz. | Kierowca            | Zespół                     | MNT | KNT | AND | FLK | KIN | KNT | Punkty |
| ---- | ------------------- | -------------------------- | --- | --- | --- | --- | --- | --- | ------ |
| 1    | Niclas Jönsson      | Team Itchi Ban             | 1   | 1   | NU  | 4   | 1   | 1   | 90     |
| 2    | Linus Lundberg      | Picko Troberg Racing       | 2   | 2   | 1   | 1   | 2   | 2   | 85     |
| 3    | Thomas Johansson    | Team Itchi Ban             | 3   | 3   | 2   | NW  | 3   | 5   | 59     |
| 4    | Mikael Gustavsson   | Team Itchi Ban             | 4   | NU  | 3   | 2   | 4   | 4   | 57     |
| 5    | Peter Carlsson      | Team Itchi Ban             | 9   | 4   | 7   | 5   | 5   | 6   | 38     |
| 6    | Claes Rothstein     | Picko Troberg Racing       | 6   | 5   | 5   | NU  | 6   | -   | 29     |
| 7    | Nicke Blom          | Ultra Motors               | 5   | 6   | 4   | NU  | -   | -   | 24     |
| 8    | Mika Talasvuori     | Mika Talasvuori            | 7   | 8   | NU  | NU  | 7   | 7   | 19     |
| 9    | Monica Stråth       | G-son Racing               | 10  | NU  | 6   | 6   | 8   | NU  | 17     |
| 10   | Peter Åslund        | Picko Troberg Racing       | -   | -   | -   | -   | -   | 3   | 12     |
| 11   | Svend Hansen        | Dimo Sports                | -   | -   | -   | 3   | -   | -   | 12     |
| 12   | Leif Børstad        | SK Racing                  | -   | 7   | 8   | NU  | 9   | 9   | 11     |
| 13   | Jon Warmland        | Jon Warmland               | 8   | 9   | 10  | NU  | 11  | 10  | 10     |
| 14   | Thorbjörn Carlsson  | Thorbjörn Carlsson         | -   | -   | NU  | NU  | 10  | 8   | 4      |
| 15   | Sigurd Krane        | SK Racing                  | -   | NU  | NU  | NU  | -   | 11  | 2      |
| 16   | Christian Forsbäck  | Ultra Motors               | NU  | NW  | 9   | NW  | -   | -   | 2      |
| NS   | Toivo Asmer         | Tallept Toivo Asmer Racing | 11  | -   | -   | -   | -   | -   | 0      |
| NS   | John-Erik Johansson | John-Erik Johansson        | -   | -   | -   | -   | -   | 12  | 0      |
| NS   | Jørgen Poulsen      |                            | -   | -   | -   | NW  | -   | -   | 0      |